# Tai Hu

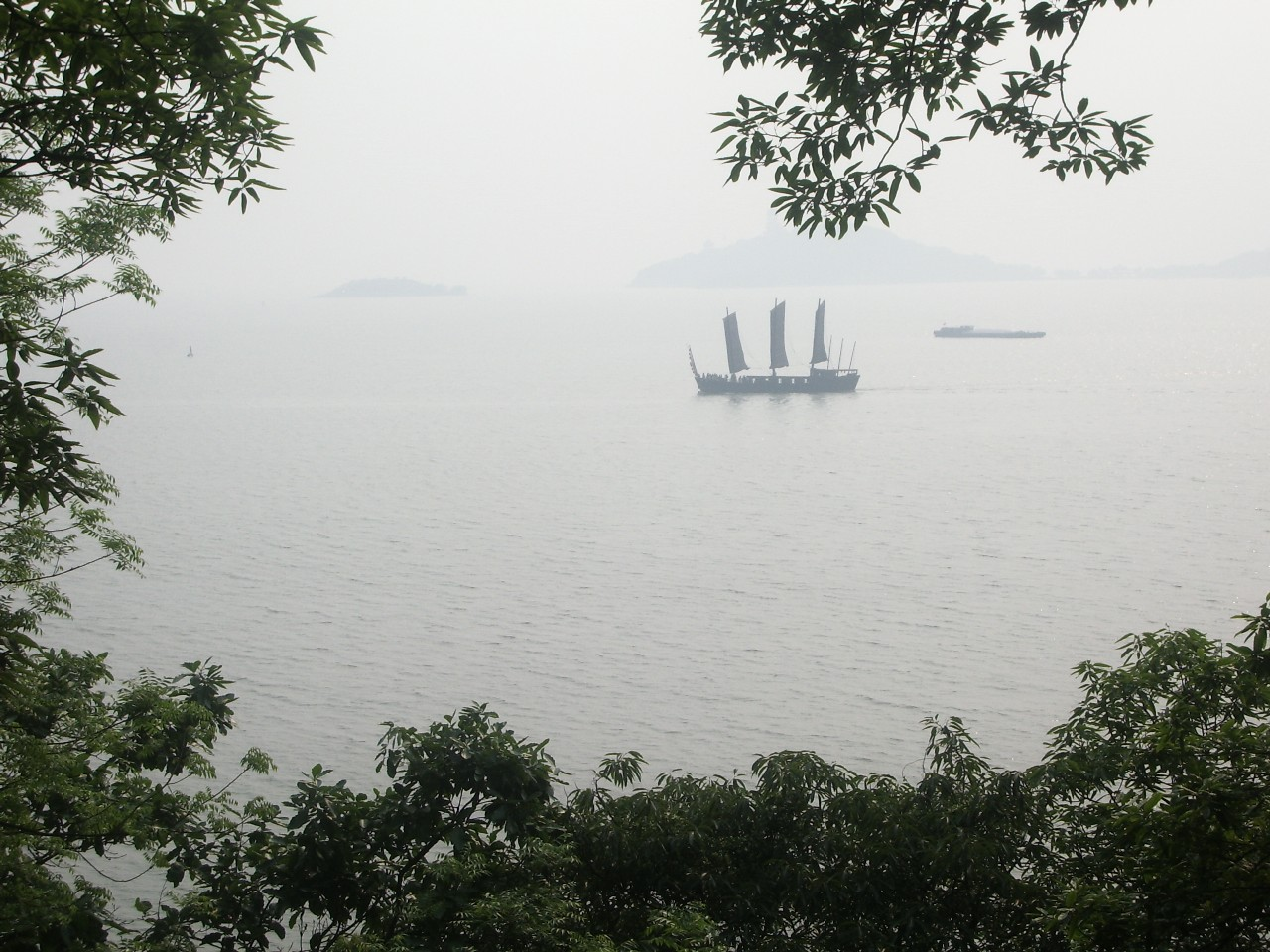
Skepp på Tai Hu

Tai Hu eller Taisjön (kinesiska: 太湖, pinyin: Tai Hu, "Stora sjön") är med sina 2 250 km² den tredje största sjön i Kina efter Poyangsjön och Dongtingsjön. Den ligger i Yangtzes delta nära staden Wuxi. 
Sjön är i genomsnitt bara två meter djup och har ca 90 öar. Den är kopplad till Kejsarkanalen och är den huvudsakliga vattenkällan för flera floder såsom Suzhou.
Sjön är känd för sina taihustenar, som är ihåliga och märkligt utformade kalkstenar som ofta används i kinesiska trädgårdar. Den bästa utsikten över Tai Hu är Xihui Parken (锡惠公园), väster om Wuxi och genom Dragelyspagoden (龙光塔, pinyin: Lóngguāngtǎ).